# Kanton Coucouron
Coucouron is een voormalig kanton van het Franse departement Ardèche. Het kanton maakte deel uit van het arrondissement Largentière. Het werd opgeheven bij decreet van 13 februari 2014 met uitwerking op 22 maart 2015. Alle gemeenten werden opgenomen in het kanton Thueyts dat in 2016 veranderde van naam in kanton Haute-Ardèche.

## Gemeenten

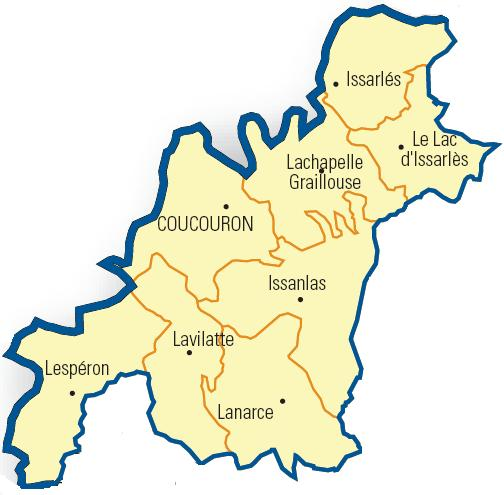
Ligging van gemeenten binnen het kanton

Het kanton Coucouron omvatte de volgende gemeenten:
- Coucouron (hoofdplaats)
- Issanlas
- Issarlès
- Le Lac-d'Issarlès
- Lachapelle-Graillouse
- Lanarce
- Lavillatte
- Lespéron